# Onze Lieve Vrouweplein (Maastricht)
Het Onze Lieve Vrouweplein (Maastrichts: Slevrouweplein) is een plein in het centrum van Maastricht. Het plein ligt in het oudste deel van de stad, net buiten het laat-Romeins castellum. Het plein dankt zijn naam aan de Onze-Lieve-Vrouwebasiliek, die met haar massieve westwerk het plein domineert. Het Onze Lieve Vrouweplein is vooral bekend vanwege de kapel van de Sterre der Zee en de horecaterrassen.

## Ligging
Het Onze Lieve Vrouweplein is het kleinste van de drie voornaamste pleinen in het historische deel van Maastricht. Het plein ligt in het zuidelijk deel van de centrumbuurt Binnenstad, waar het de grens vormt met het Jekerkwartier. Het plein zelf behoort in zijn geheel bij de Binnenstad, maar de zuidelijke straatwand (huisnummers 15 t/m 20) wordt tot het Jekerkwartier gerekend. Straten die op het noordelijk deel van het plein uitkomen zijn: Bredestraat, Wolfstraat, Havenstraat en Plankstraat; in het zuidelijk deel zijn dat: Cortenstraat, Koestraat, Hondertmarck, Sint Bernardusstraat, Graanmarkt en Stokstraat.

## Geschiedenis

### Romeinse en vroegmiddeleeuwse periode
Archeologische opgravingen hebben aangetoond dat zich op een diepte van 4 tot 6 meter onder de bestrating van het Onze Lieve Vrouweplein restanten van Romeins Maastricht bevinden. In 1910 was in de pandhof van de Onze-Lieve-Vrouwekloostergang een rond torenfundament aangetroffen, dat echter pas veel later kon worden geduid als onderdeel van een Romeinse versterking. Aan de zuidzijde van het plein, waar ooit de broodfabriek Mabro stond, werd in 1981-82 het zuidelijk deel van een 6 meter brede gracht gevonden, die om het laat-Romeinse castellum van Maastricht liep. Iets ten noorden van het terrein, vlak bij de zuidgevel van de Onze-Lieve-Vrouwekerk, werd de zuidwestelijke hoektoren van het fort opgegraven.

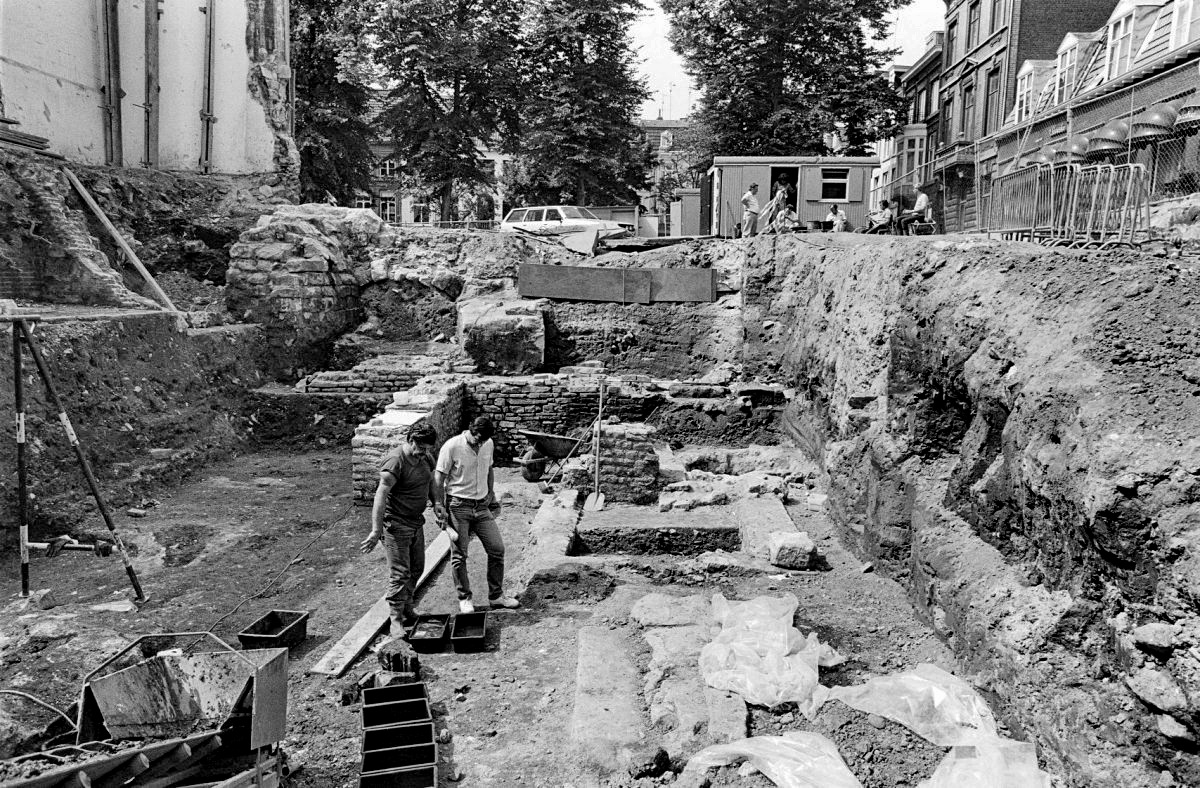
Derlon-opgraving, 1983

Na de sloop van het oude Hotel Derlon op de hoek van de Plankstraat begon in 1983 onder leiding van stadsarcheoloog Titus Panhuysen een uitgebreid bodemonderzoek. Op het terrein werd onder andere een ommuurd heiligdom met delen van de Jupiterpijler van Derlon uit de tweede eeuw na Chr. gevonden. Ook werd een deel van de westelijke toegangspoort, muur en gracht van het castellum uit circa 333 na Chr. aangetroffen. De voornaamste vondsten zijn bewaard gebleven in de Museumkelder Derlon in het souterrain van het gelijknamige hotel.
Bij de Mabro-opgraving werden ook belangrijke Merovingische vondsten gedaan. Deze en andere opgravingen tonen aan dat het gebied ook na het terugtrekken van de Romeinse legioenen intensief bewoond bleef. Het huidige plein ligt deels boven de laat-Romeinse castellumgracht. In de 5e of 6e eeuw werd zelfs een nieuwe gracht gegraven, die echter al spoedig dichtslibde. De castellummuren bleven waarschijnlijk nog tot de 9e of 10e eeuw herkenbaar in het landschap van de nederzetting. Rond het jaar 1000 werden enkele brokken natuursteen (van het castellum?) als spolia verwerkt in het westwerk van de Onze-Lieve-Vrouwekerk.

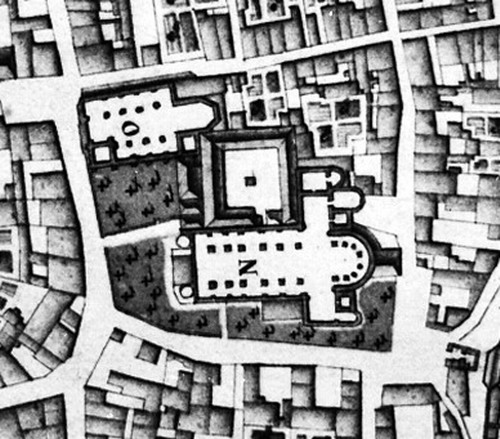
Onze-Lieve-Vrouwekerkhof op de kaart van Larcher d'Aubencourt, 1749

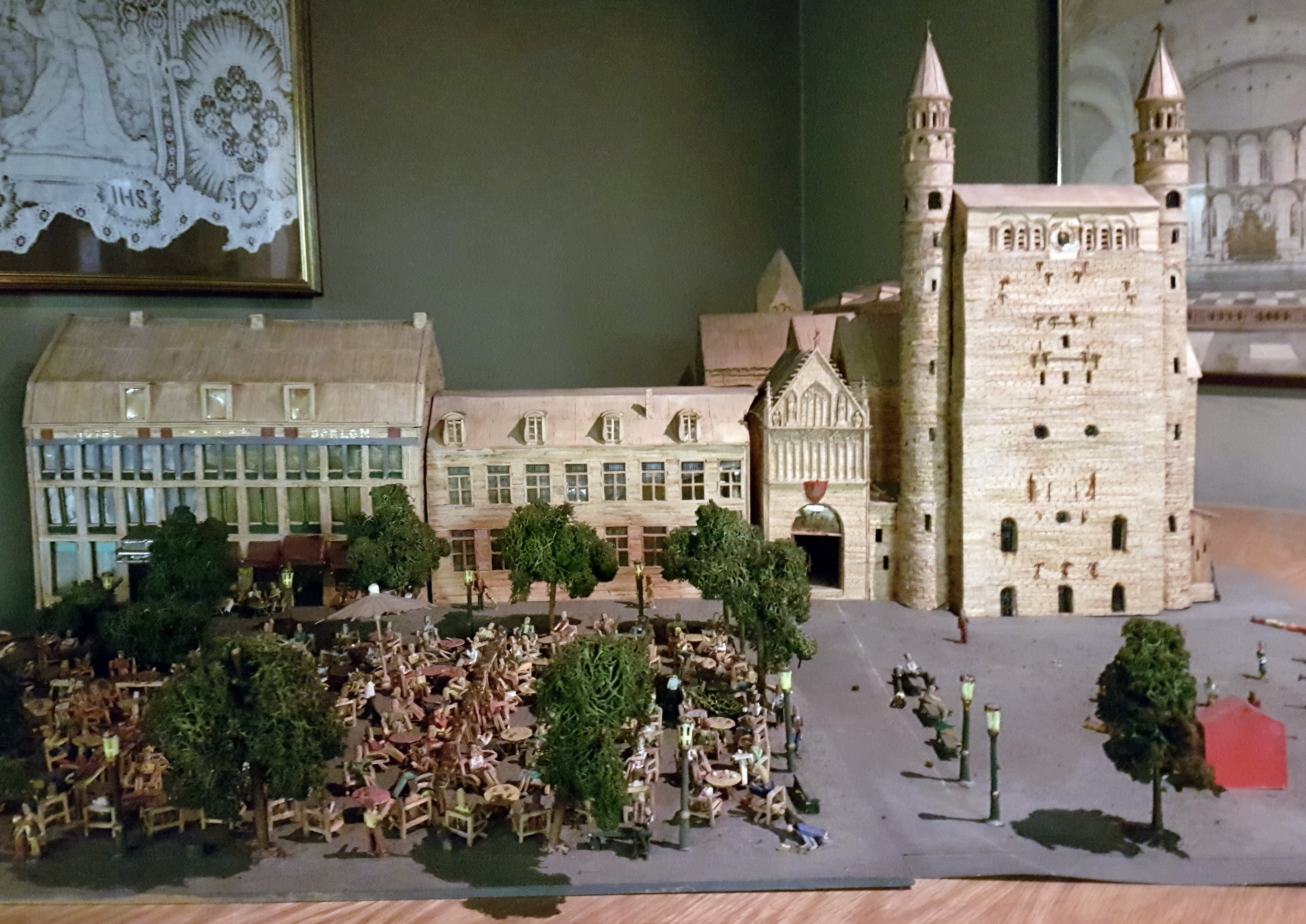
Plein met terrassen op een maquette van de kerk (Schatkamer Onze-Lieve-Vrouwebasiliek)

### Ancien régime
Tot 1838 had het Onze Lieve Vrouweplein een geringere omvang dan tegenwoordig, omdat aan de noordzijde van het plein (deels op de plaats van het huidige hotel Derlon) de 14e-eeuwse Sint-Nicolaaskerk stond, die het kapittel van Onze-Lieve-Vrouw daar had laten bouwen ter ontlasting van de eigen kerk. Het leeuwendeel van de open ruimte vóór de twee kerken werd in beslag genomen door het ommuurde en verhoogd aangelegde Onze-Lieve-Vrouwekerkhof van de Nicolaasparochie. De Sint-Nicolaaskerk was een ruime, driebeukige parochiekerk, die met haar gedrongen, laatgotische toren een fraaie afsluiting vormde aan de noordkant van het plein. Aan de andere zijden van het Onze-Lieve-Vrouwekerkhof lagen kanunnikenhuizen; vier aan de westzijde en zes aan de zuidzijde. In 1655 stond het kapittel een deel van het zuidelijke kerkhof af om de straat ("Coolstraete") te kunnen verbreden. Later werden daar enkele huisjes tegen de kerk aan gebouwd.

### Moderne tijd
In de Franse tijd werd het kapittel van Onze-Lieve-Vrouw opgeheven. De kapittelkerk werd ingericht als paardenstal en militaire smederij; de parochiekerk bleef als zodanig in gebruik. In die tijd werd de Sint-Nicolaaskerk echter steeds bouwvalliger en in 1837 verhuisde de parochie naar de naastgelegen Onze-Lieve-Vrouwekerk. Een jaar later werd de Sint-Nicolaaskerk, een van de vier middeleeuwse parochiekerken van Maastricht, afgebroken. Ook de kerkhofmuur verdween en het terrein werd genivelleerd en ingericht als publieke wandelplaats. Langs het Onze-Lieve-Vrouweklooster (de rijweg aan de westkant van het huidige plein) werd een dubbele rij lindebomen geplant. Naast de pastorie verrees in 1843 een breed pand, waarin de Franse chef-kok Louis Derlon in 1870 een hotel-restaurant vestigde. In de loop van de 20e eeuw vestigden zich steeds meer cafés en restaurants aan het plein. Waar in de jaren 1980 nog auto's geparkeerd stonden, nemen horecaterrassen tegenwoordig het leeuwendeel van de pleinruimte in.
Historische afbeeldingen

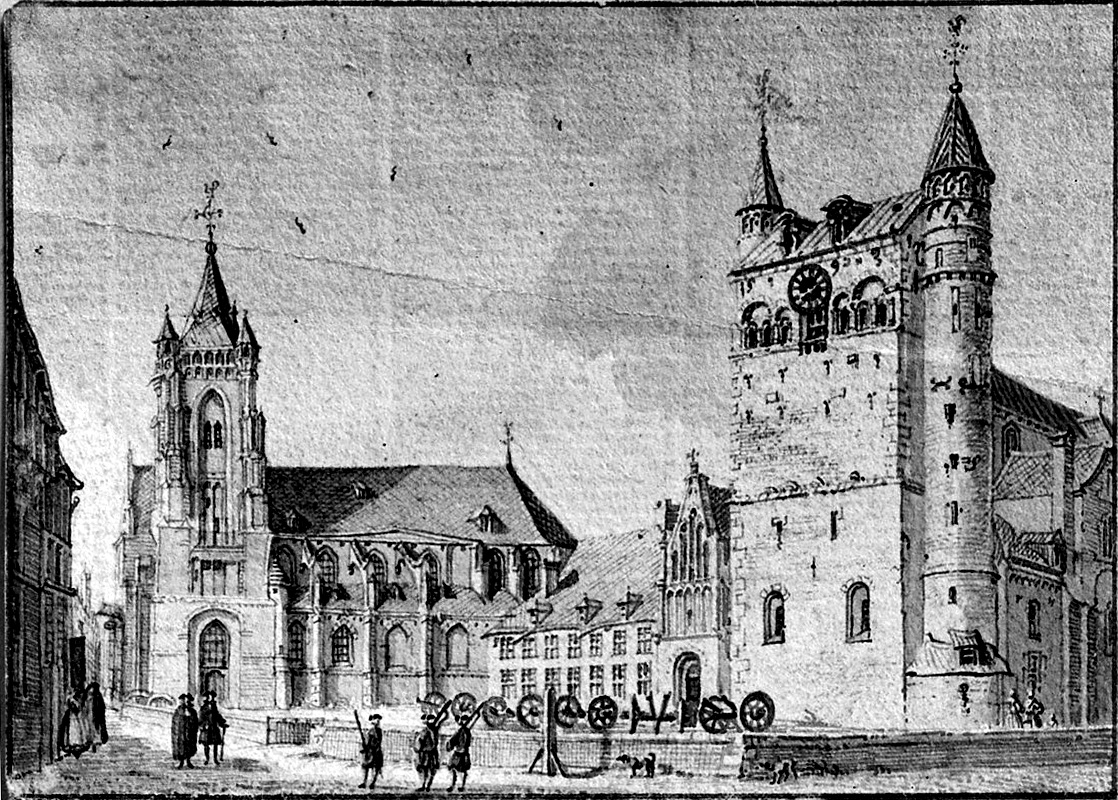
Onze-Lieve-Vrouwekerkhof (Jan de Beijer, 1740)
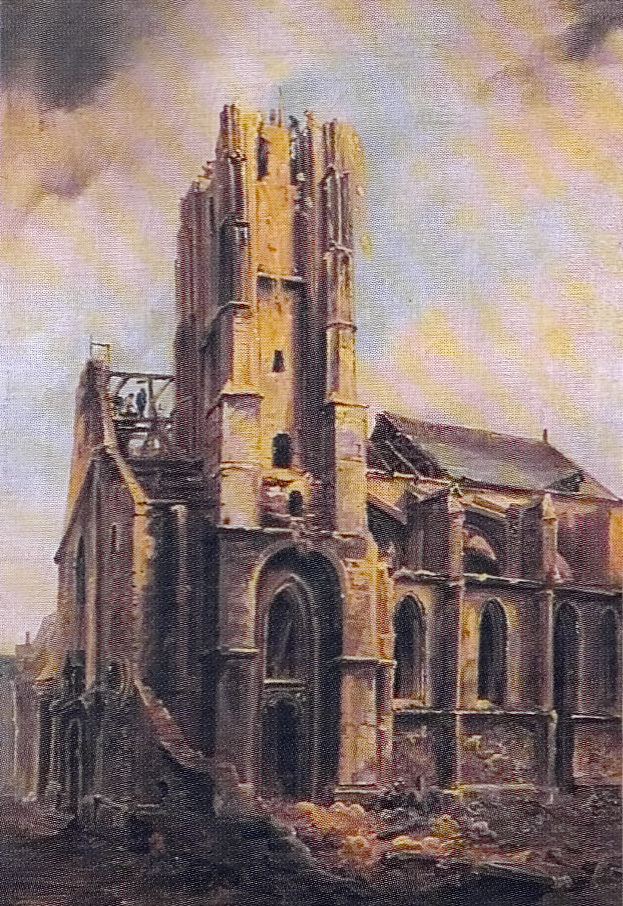
Afbraak Sint-Nicolaaskerk (A. Schaepkens, ca. 1838)
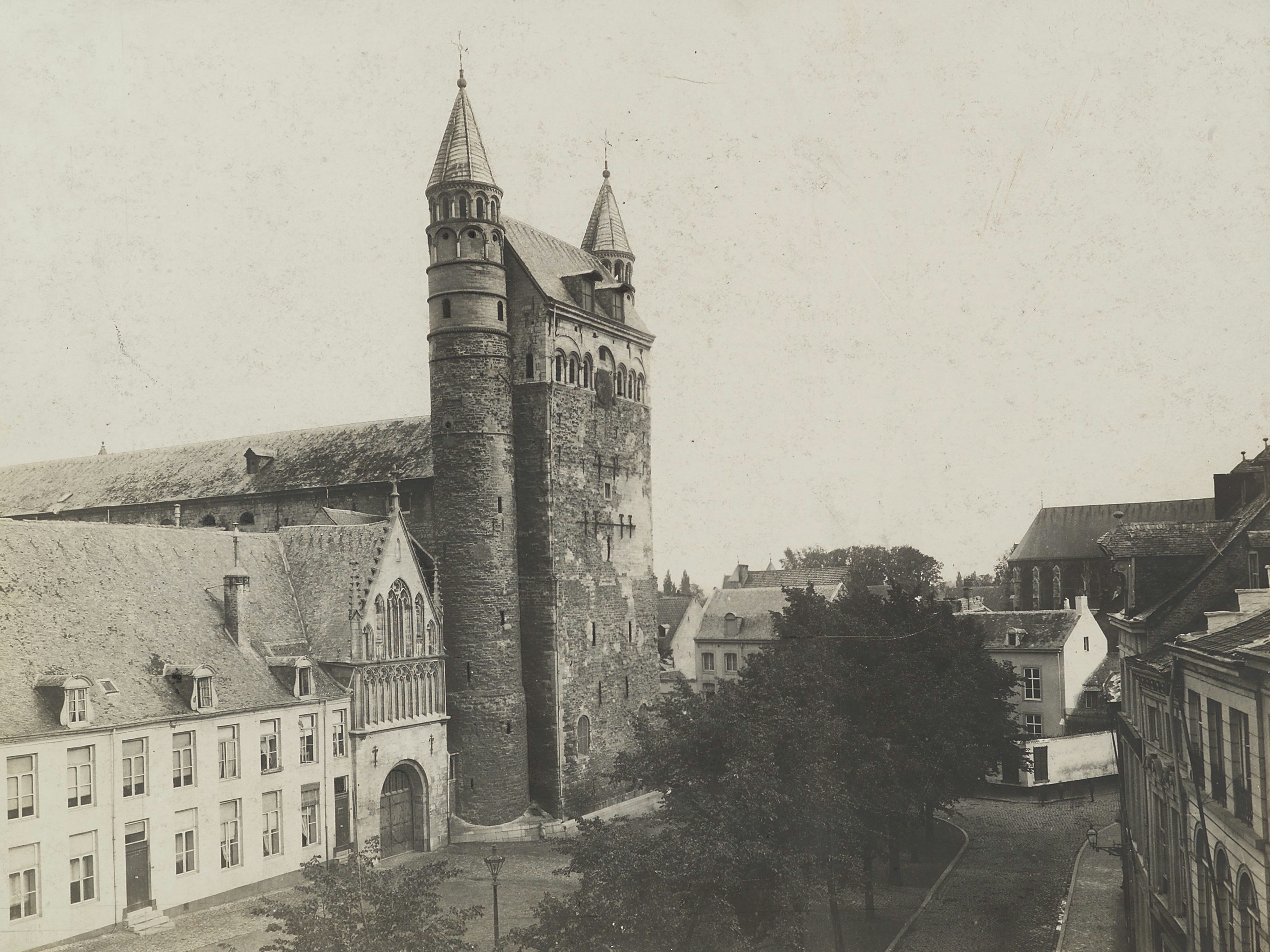
Het plein omstreeks 1900
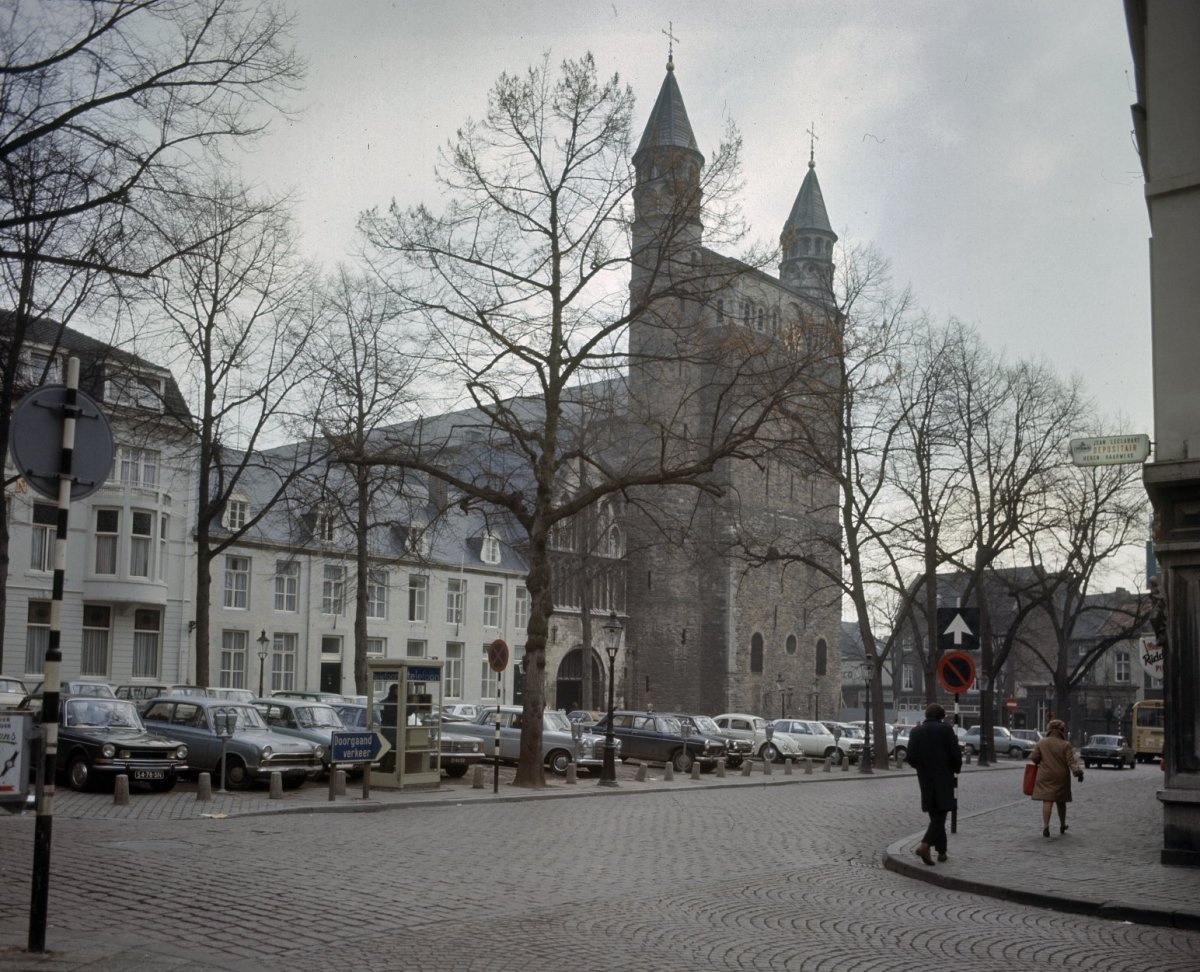
Het plein als parkeerterrein, jaren 1980

## Erfgoed
De intieme sfeer van het Onze Lieve Vrouweplein wordt grotendeels bepaald door de beperkte afmetingen van het plein en de aanwezigheid van forse bomen. De meeste huizen aan het plein hebben 17e-, 18e- of 19e-eeuwse gevels van baksteen met natuurstenen ornamenten. Daaronder bevinden zich verschillende kanunnikenhuizen.

### Rijksmonumenten
Het belangrijkste gebouw aan het Onze Lieve Vrouweplein is de gelijknamige basiliek, een van de oudste romaanse kerken van Nederland. Het gesloten westwerk van kolenzandsteen rijst als een muur omhoog op het relatief kleine plein. Naast het zware westwerk vormt het gotische portaal, opgetrokken in zachtgele Limburgse mergel, een licht contrast. Het portaal is door de architect Pierre Cuypers sterk gerestaureerd; al het uitwendige beeldhouwwerk is neogotisch. De ernaast gelegen pastorie ontneemt het zicht op de laatgotische kloostergang van de kerk.

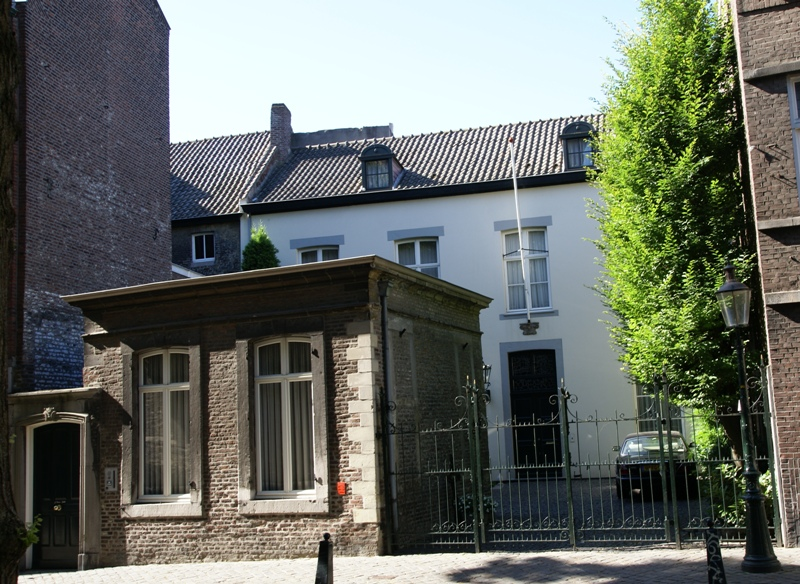
18e-eeuws kanunnikenhuis (nr. 20)

De gevel van de voormalige Wolwaag, op de hoek van het Onze Lieve Vrouweplein en de Bredestraat, werd volgens de jaarsteen in 1721 vernieuwd, maar het gebouw zelf is ouder, waarschijnlijk uit 1553. Daarvoor stond op deze plek ook al een waaggebouw. In het interieur is een ankerijzer bewaard gebleven, waaraan ooit de ijzeren waag was opgehangen.
Een bijzonder gebouw is het Huis met de Pelikaan op de hoek Onze Lieve Vrouweplein-Cortenstraat. Het gebouw in art-nouveaustijl van de Haagse architect Josef Limburg uit 1905 huisvestte vroeger een bank. De gevel van Franse zandsteen en Naamse steen heeft een asymmetrisch aanzien en is rijk versierd met beeldhouwwerk (zie hieronder). In het pand was van 1981 tot 1986 het European Institute of Public Administration (EIPA) gevestigd. Daarna nam het Europees Centrum voor Ontwikkelingsmanagement (ECDPM) het gebouw over.
Het EIPA is nu gevestigd in een oud kanunnikenhuis (Onze Lieve Vrouweplein 22) en een daarachter gebouwd nieuwbouwcomplex. Andere kanunnikenhuizen zijn te vinden op nrs. 15, 20, 23 en Sint Bernardusstraat 1. De 17e-eeuwse pastorie van de Onze-Lieve-Vrouweparochie (nrs. 7 en 8) heeft een brede, relatief eenvoudige baksteengevel, die wit geschilderd is. Onze Lieve Vrouweplein 29 is een fraai herenhuis uit het midden van de 18e eeuw met hardstenen deur- en vensteromlijstingen en smeedijzeren balkonhekken in Lodewijk XV- en XVI-stijl.

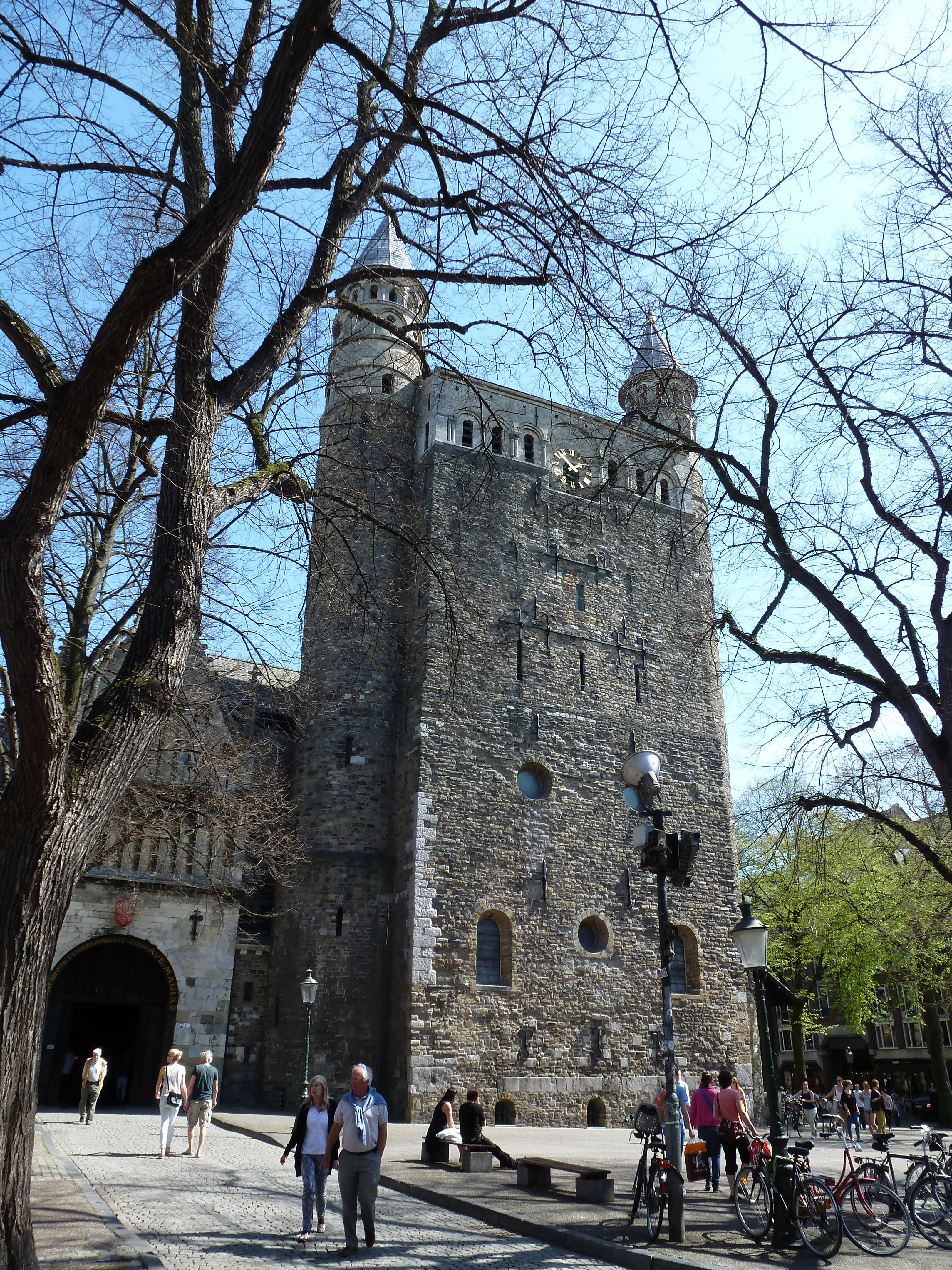
Westwerk OLV-basiliek
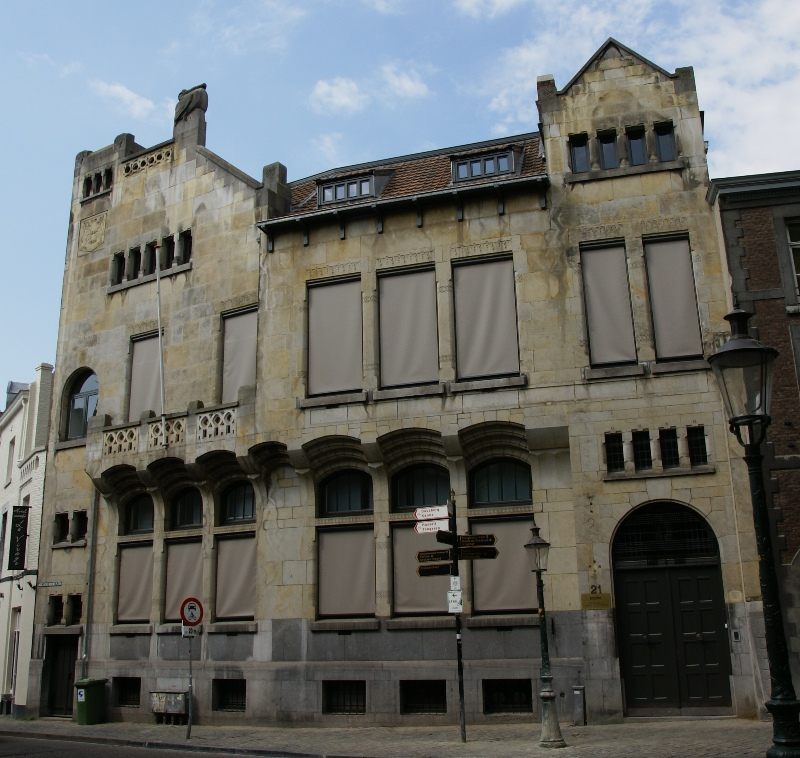
Huis met de Pelikaan (nr. 21)
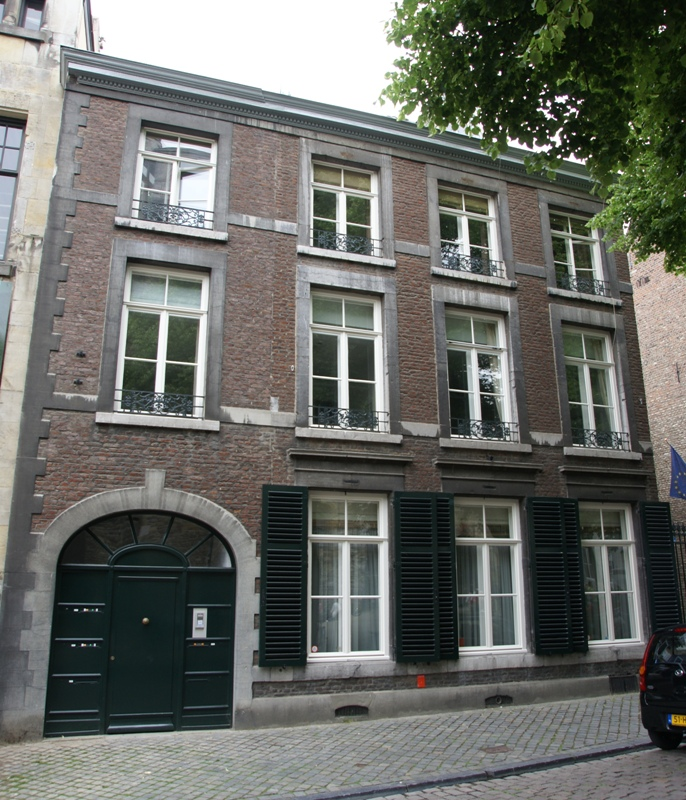
Kanunnikenhuis (nr. 22)
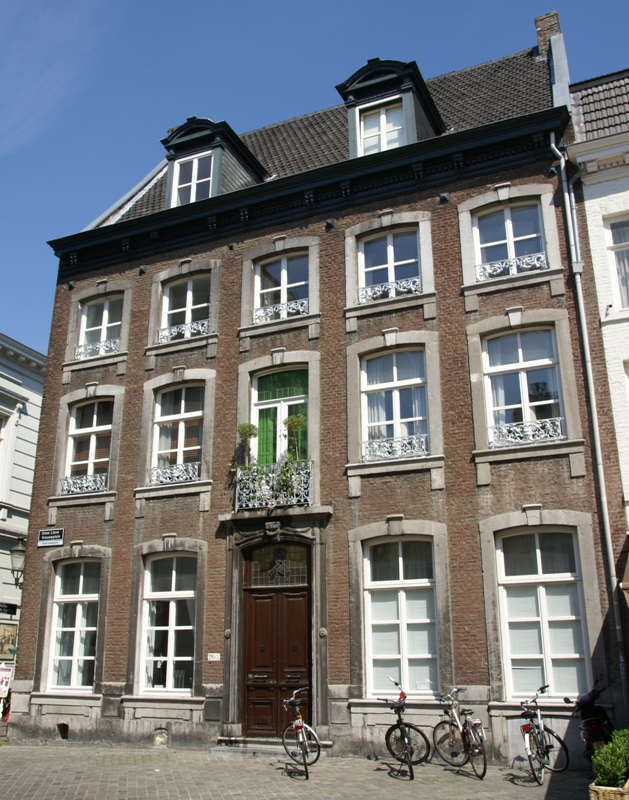
Herenhuis (nr. 29)

### Gevelstenen, beelden

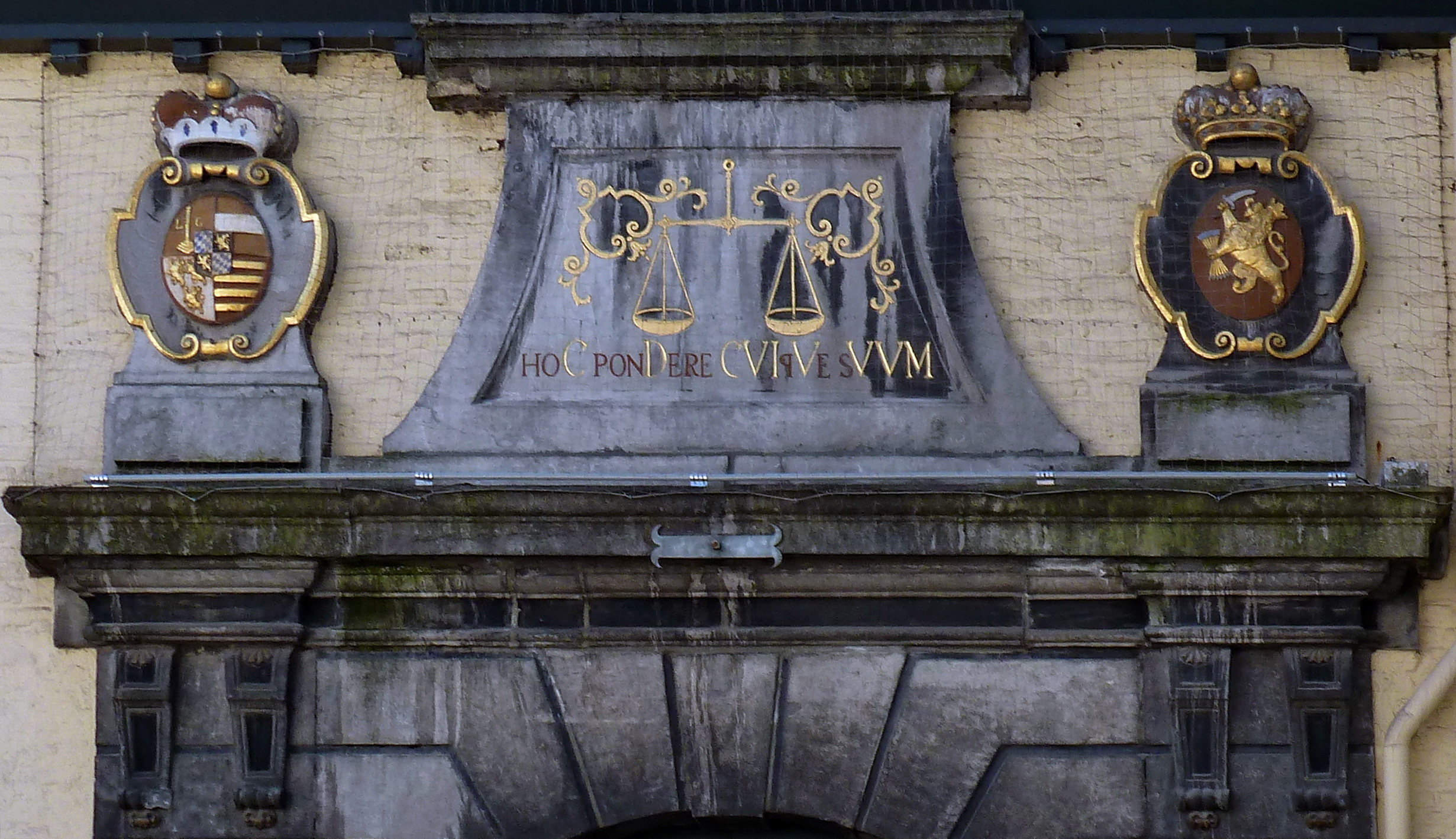
Detail gevel Wolwaag (1721)

Aan het Onze Lieve Vrouweplein bevinden zich drie gevelstenen. De meest indrukwekkende is de driedelige steen boven de ingang van de Wolwaag, die een architectonisch geheel met de rest van de gevel van Naamse steen vormt. Op het middendeel is een weegschaal afgebeeld met daaronder een chronogram: hoC ponDere CVIqVe sVVM (vrij vertaald: op deze waag krijgt ieder het zijne). De Romeinse cijfers vormen het jaartal 1721. Aan weerszijden bevinden zich de wapenstenen van de Luikse prins-bisschop en de Staten-Generaal. De gevelsteen van nr. 18 toont een blauwe hond. Het huis heette dan ook IN DEN BLAUWEN HONDT.
Het Huis met de Pelikaan is versierd met bouwsculpturen in art-nouveaustijl. Te herkennen zijn onder andere: het wapen van Gelderland, een pelikaan (in de top), gestileerde ramskoppen en een olifant (naast de entree).
Twee religieuze beeldjes werden vlak na de Tweede Wereldoorlog geplaatst in hoeknissen op de hoek van het Onze Lieve Vrouweplein en de Sint Bernardusstraat, en op de hoek met de Bredestraat. Het eerste stelt Sint-Bernardus voor (Jean Sondeijker, 1946); het tweede Onze Lieve Vrouw Allerheiligst Hart van Maria (Charles Vos, 1946). Laatstgenoemd beeldje is hier geplaatst in het kader van de Bidweg van de Sterre der Zee.
In 1984 werd midden op het plein een bronzen beeld geplaatst van Jupiter te paard, een geschenk van het 150-jaar oude bedrijf Thomas Regout N.V. Het beeld van de kunstenaar Fons Bemelmans staat op een 17e-eeuwse zuil en vormt een moderne Jupiterzuil, daarmee verwijzend naar de in 1983 ontdekte Jupiterpijler van Derlon. Het bronzen beeld Relatie van Sjra Schoffelen werd in 1987 aan de gemeente Maastricht aangeboden bij het 150-jarig bestaan van de aardewerkfabriek Koninklijke Sphinx.

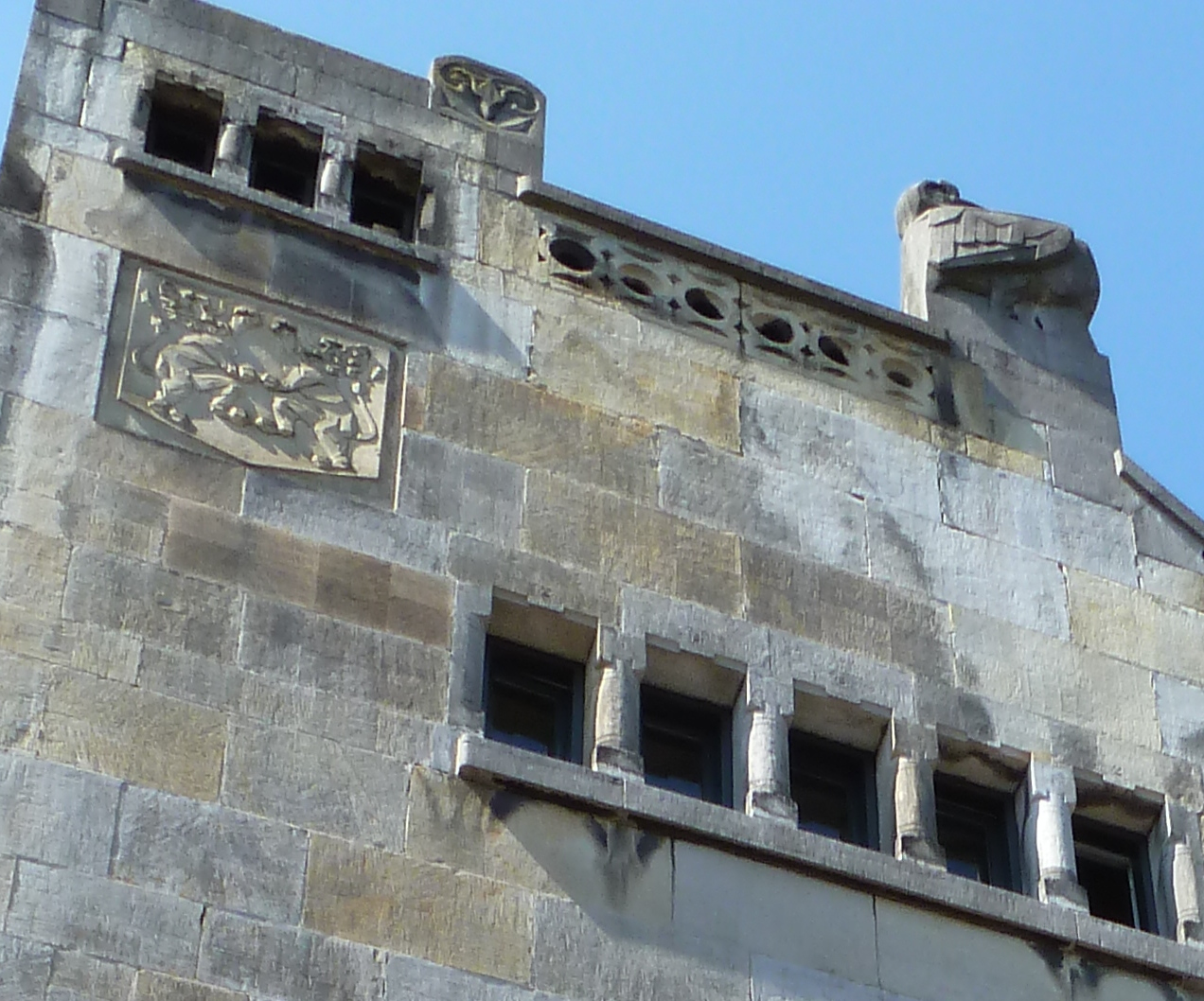
Reliëfs Huis met de Pelikaan (1905)
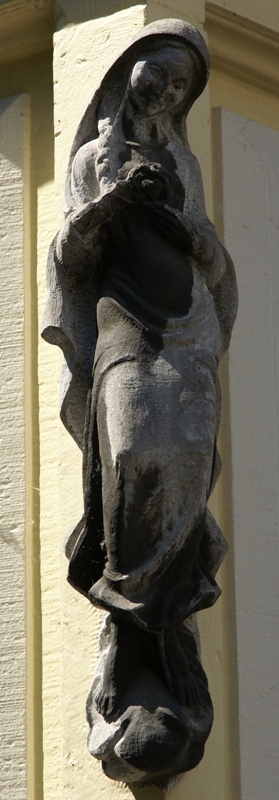
Allerheiligst Hart van Maria (Charles Vos, 1946)
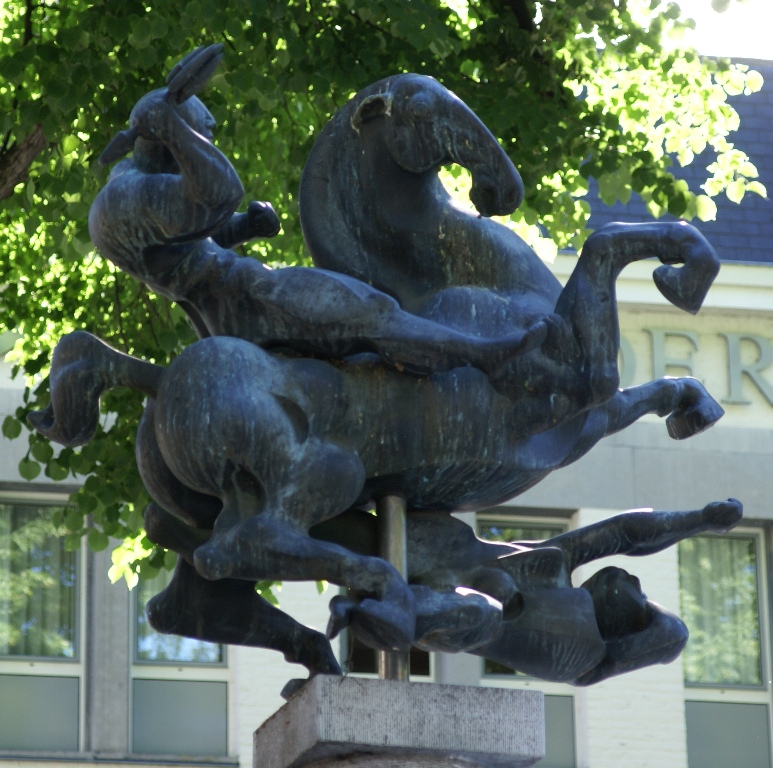
Jupiter te paard (Fons Bemelmans, 1984)
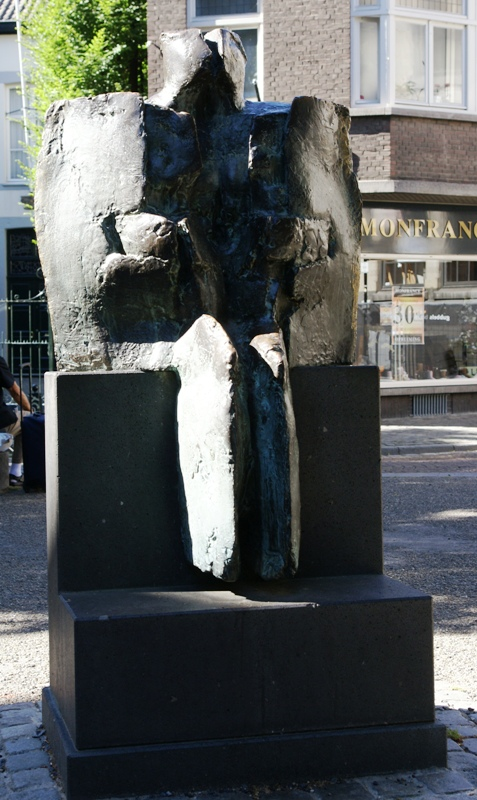
Relatie (Sjra Schoffelen, 1987)

## Economische en culturele betekenis

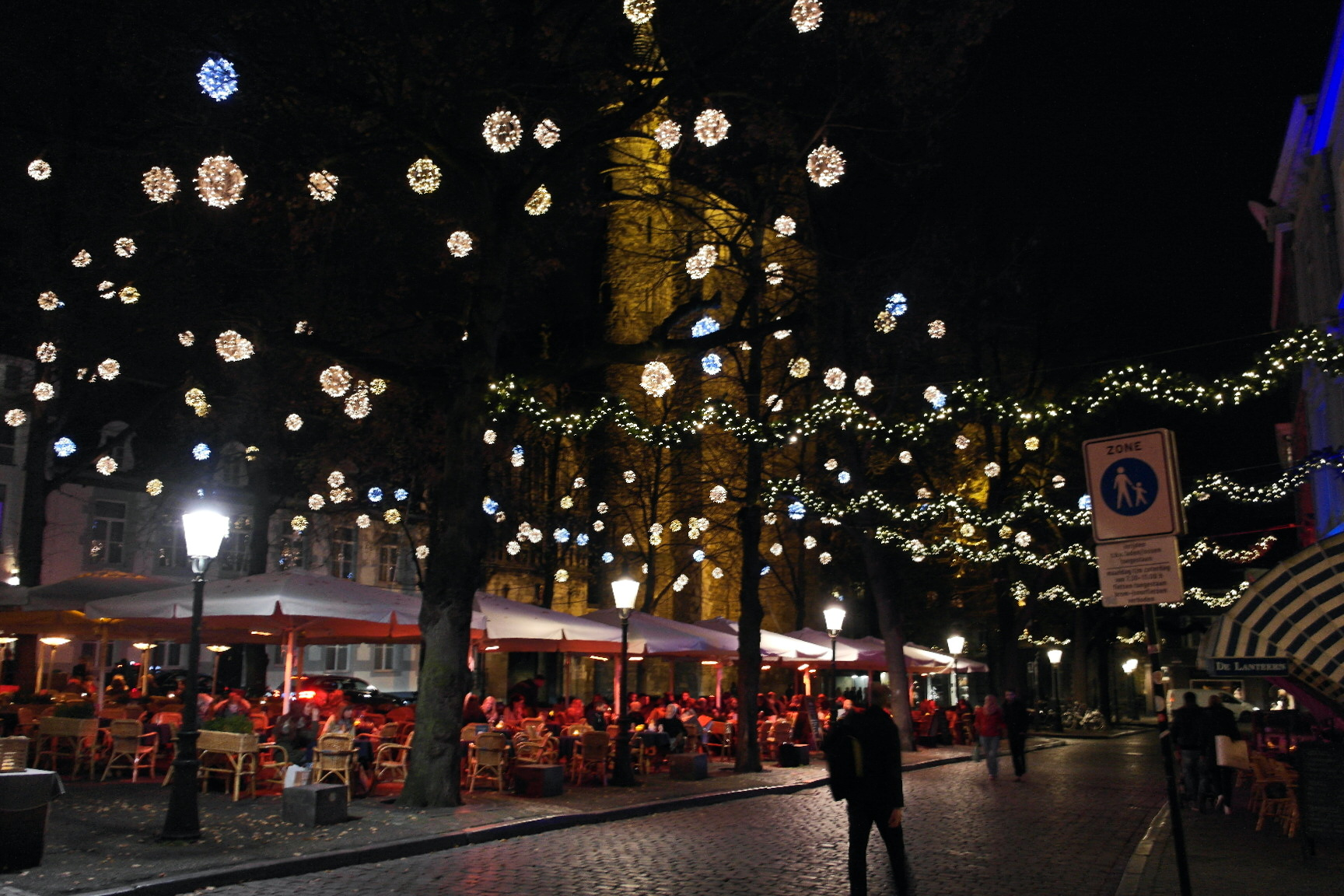
Het plein in kerstsfeer

Het plein geniet grote bekendheid bij de lokale bevolking en toeristen vanwege de aanwezige horeca. Aan het plein en in de directe omgeving bevinden zich een hotel, enkele gerenommeerde restaurants en diverse cafés. Een groot deel van het plein is in gebruik als horecaterras. Rondom het plein liggen enkele winkelstraten, waaronder de populaire Wolfstraat en de exclusievere Stokstraat en Bredestraat. Bij de Onze Lieve Vrouwewal, op loopafstand van het plein ligt de Onze Lieve Vrouweparking, een Q-Park-parkeergarage.
In de omgeving van het Onze Lieve Vrouweplein bevinden zich enkele culturele voorzieningen. Aan het plein zelf zijn dat de Museumkelder Derlon en de Schatkamer van de Onze-Lieve-Vrouwebasiliek. De basiliek, met de kapel van de Sterre der Zee, is zelf ook een belangrijk religieus en cultuurhistorisch trekpleister. Vlakbij ligt de Bonbonnière, een verbouwde 17e-eeuwse jezuïetenkerk, vroeger de schouwburg van Maastricht.